# Messe solennelle (Berlioz)
Messe solennelle è una composizione liturgica scritta, sulla base della Messa solenne cattolica, dal compositore francese Hector Berlioz nel 1824, quando il musicista aveva vent'anni; fu eseguita per la prima volta alla Chiesa di San Rocco a Parigi il 10 luglio 1825 e di nuovo alla Chiesa di Saint-Eustache nel 1827. In seguito Berlioz affermò di aver distrutto l'intera partitura, ad eccezione del Resurrexit, ma nel 1991 un insegnante e organista belga, Frans Moors, scoprì una copia dell'opera ad Anversa e da allora la composizione è stata ripresa.
Elementi del Requiem e della Sinfonia fantastica di Berlioz appaiono nelle Messe solennelle in versioni alquanto alterate. I temi delle Messe solennelle ricorrono nella prima metà della sua opera Benvenuto Cellini.

## Organico e struttura
Scritto per soprano, tenore, basso (marcato), coro misto e grande orchestra composta da:
- Ottavino, due flauti, due oboi, due clarinetti (Do), due fagotti
- quattro corni, quattro trombe, tre tromboni (ATB), serpentone, buccina (o oficleide)
- timpani, tamtam, arpe (opz.), archi

### Movimenti
1. Introduzione – attacca
2. Kyrie
3. Gloria
4. Gratias
5. Quoniam
6. Credo
7. Incarnatus
8. Crucifixus
9. Resurrexit
10. Motet pour l'Offertoire
11. Sanctus
12. O salutaris hostia
13. Agnus Dei
14. Domine salvum fac

## Storia

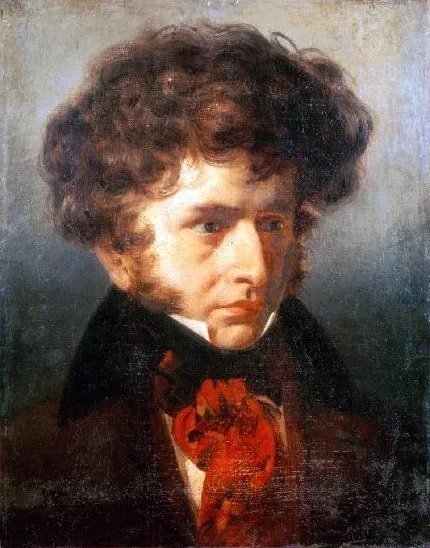
Berlioz quando era studente a Villa Medici, 1832

Berlioz stava ancora componendo la sua messa verso la fine del 1824, quando prese accordi per farla eseguire nella Chiesa di San Rocco. Sentiva di aver bisogno di un direttore adatto per le grandi forze orchestrali richieste. Il suo insegnante, Jean-François Le Sueur, era condirettore della Chapel Royale, dove Henri Valentino, violinista della Cappella, ma anche uno dei due direttori principali dell'orchestra dell'Opera di Parigi, aveva recentemente fatto domanda per il posto di direttore presso la Cappella. Berlioz contattò Valentino, che esaminò la partitura e accettò di dirigere l'esecuzione, nonostante nutrisse gravi dubbi sulle forze a sua disposizione. Le parti vennero copiate dai ragazzi del coro di Saint-Roch quando Berlioz festeggiò il suo 21º compleanno l'11 dicembre. Il concerto era previsto per il 28 dicembre e la chiesa inviò gli inviti a nome dei chierichetti a giornali, amici e probabili committenti. La prova generale era prevista per il 27 dicembre. Berlioz lo descrisse nelle sue memorie:
Berlioz aveva sentito abbastanza per apportare importanti revisioni alla partitura, dopo di che copiò lui stesso tutte le nuove parti. Si rese anche conto che aveva bisogno di assumere musicisti professionisti, se il suo lavoro doveva essere eseguito correttamente, ma non aveva idea di come finanziare una simile performance. Valentino però rimase di aiuto ed accettò di dirigere, quando le circostanze fossero migliorate.
L'amico di Berlioz, Humbert Ferrand, gli suggerì di chiedere un prestito a François-René de Chateaubriand, uno degli eroi letterari di Berlioz, il cui Génie du Christianisme in seguito servì come ispirazione per il programma della Sinfonia fantastica. Berlioz scrisse una lettera chiedendogli 1.200 franchi (o forse 1.500), o in sostituzione di quelli di mettere una buona parola con le autorità, ma ricevette solo una pronta e cortese risposta, che arrivò il 1 gennaio 1825:
Mi chiedete, signore, milleduecento franchi. Non li ho. Se li avessi sarebbero suoi. Non ho nemmeno modo di esserle utile con il governo. Condivido vivamente le sue difficoltà. Amo l'arte e onoro gli artisti. Ma a volte il talento deve il suo successo alle prove che ha dovuto sopportare e l'ora del trionfo compensa tutto ciò che si è sofferto. Mio caro signore, per favore accetti il mio rammarico, é molto sincero.»
Alla fine di gennaio 1825 tentò senza successo di organizzare uno spettacolo alla Chiesa di Sainte-Geneviève (oggi il Panthéon), con Henri-Étienne Dérivis, un basso all'Opera di Parigi, per cantare gli assoli.
Berlioz scrisse a casa a sua sorella Nanci riguardo alla prova fallita e suo padre, che si opponeva fermamente al conseguimento di suo figlio di una carriera come compositore, ne venne a conoscenza e tagliò l'indennità di suo figlio il 24 febbraio, dando inizio ad un periodo di difficoltà finanziarie per Berlioz che durò fino alla fine del 1820.
Il curato di Saint-Roch aveva scelto il 10 luglio, festa del Sacro Cuore, per l'esecuzione della messa e alcuni musicisti e cantanti della Chapel Royale furono reclutati per formare il nucleo dell'orchestra e del coro. Divennero indisponibili quando Carlo X di Francia decise di andare al Castello di Saint-Cloud il giorno della prima. L'amico di Berlioz, Albert Du Boys, usò i suoi contatti per ottenere un'intervista tra Berlioz e Sosthène de La Rochefoucauld, il capo del nuovo Dipartimento delle Arti, ma nonostante due visite, tutto ciò che Berlioz ricevette fu il permesso di assumere l'orchestra dell'Opera di Parigi, al costo di mille franchi.
Un mese prima del concerto in programma, incontrò il suo amico Augustin de Pons nel foyer dell'Opera di Parigi, l'Opéra Le Peletier. De Pons era stato alle prove a dicembre e aveva chiesto a Berlioz della sua messa. Quando seppe della situazione promise di trovare un finanziamento per assumere il coro dell'Opéra e un'orchestra professionale. L'orchestra era formata dall'orchestra dell'Opera e dai migliori musicisti del Théâtre-Italien. Berlioz cercò e ottenne anche l'approvazione di Raphaël Duplantys, direttore dell'Opera.
Pochi giorni prima della première Berlioz e il suo amico Ferrand visitarono gli uffici di alcuni giornali e riviste, invitando a inviare un critico e a stampare gli annunci del concerto. Berlioz conosceva il personale del Corsaire e Ferrand quelli della Gazette de France, del Diable boiteux e del Le Globe.

## Prima ed accoglienza iniziale

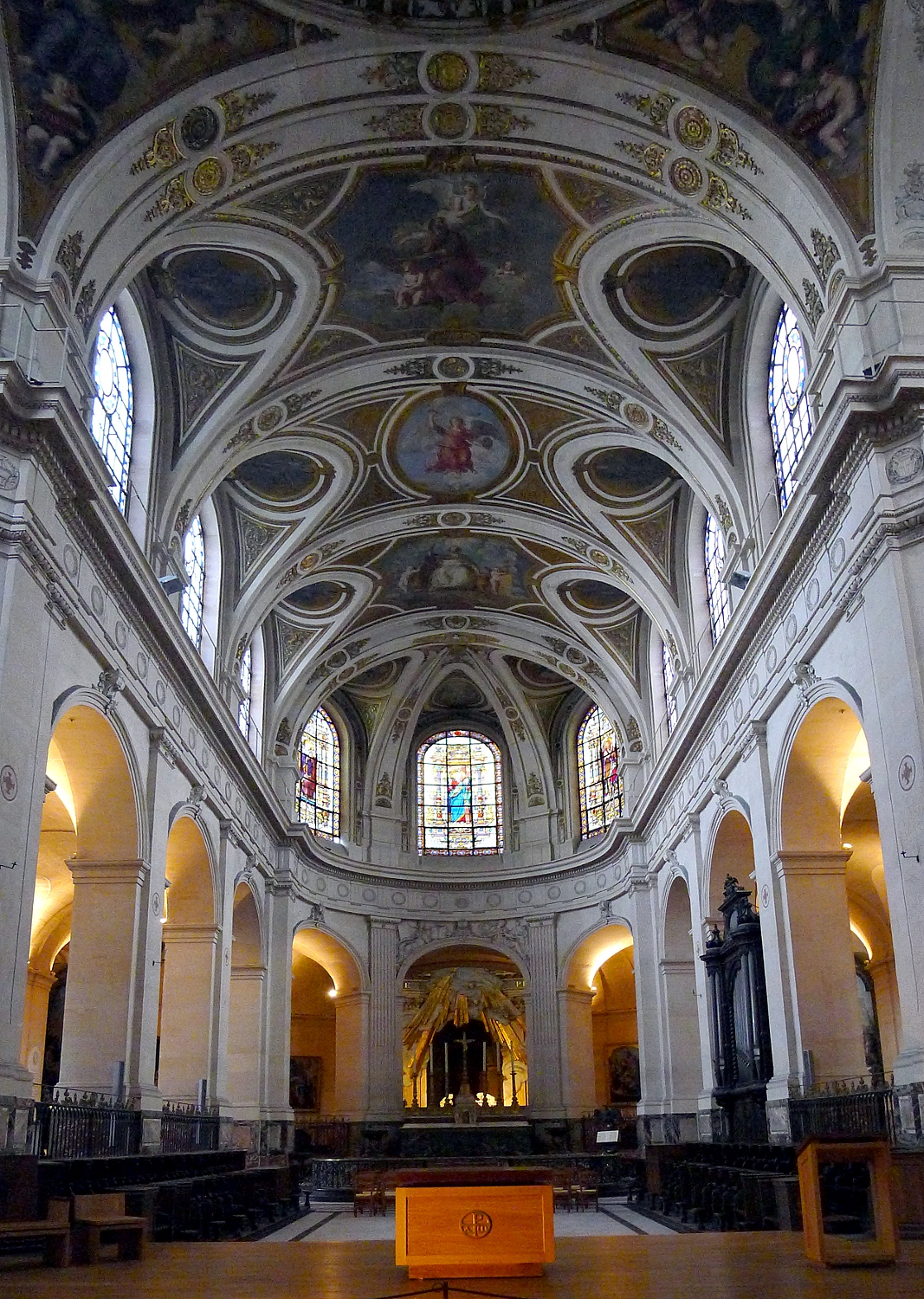
Interno della Chiesa di San Rocco

La Messe solennelle fu eseguita per la prima volta il 10 luglio 1825 alla Chiesa di San Rocco a Parigi da un'orchestra e un coro di 150 voci, diretti da Henri Valentino. Il basso solista era Ferdinand Prévost. Il lavoro fece una forte impressione su un pubblico rispettabile. Molti critici parteciparono e scrissero recensioni e Berlioz ricevette complimenti da molti dei musicisti.
Berlioz disse al suo amico Albert Du Boys che i movimenti drammatici (il Kyrie, il Crucifixus, l'Et iterum venturus, il Domine salvum e il Sanctus) avevano avuto il maggiore impatto:
Berlioz suonò il tam-tam nell'Et iterum venturus e lo colpì così forte che tutta la chiesa risuonò. Il critico del Quotidienne scrisse che in questo movimento "M. Berlioz ha dato libero sfogo alla sua immaginazione". Tra i movimenti più tranquilli, l'O salutaris era considerato dal critico del Corsaire musica "del più nobile e più religioso effetto". La signora Lebrun del coro disse a Berlioz: "Accidenti, ragazzo mio: ora c'è un O Salutaris non tarlato e sfido quei piccoli bastardi nelle classi di contrappunto al Conservatorio a scrivere un movimento così unito, così sanguinariamente religioso."
Il suo insegnante, Jean-François Lesueur, che partecipò con la moglie e le figlie, disse:

## Esecuzioni moderne
La prima esecuzione moderna è stata diretta da John Eliot Gardiner presso la chiesa di S. Petri in Brema il 3 ottobre 1993. Tra le altre esecuzioni, tre sono state date al Festival di Salisburgo 2012, con la Filarmonica di Vienna diretta da Riccardo Muti.

## Incisioni
- Christa Pfeiler (soprano), Ruben Velasquez (tenore), Jacques Perroni (basso), National Kraków Choir and Philharmony, diretti da Jean-Paul Penin, dal vivo il 5 ottobre 1993, presso la Basilica of Sainte-Marie-Madeleine a Vézelay (France-Télévision, France-Musique, Accord Universal Music Group). Prima registrazione.
- Donna Brown (soprano), Jean-Luc Viala (tenore), Gilles Cachemaille (basso-baritono), Orchestre Révolutionnaire et Romantique, diretta da John Eliot Gardiner, dal vivo, alla Cattedrale di Westminster (Philips, 1994).
- Genia Kühmeier (soprano), Giuseppe Sabbatini (tenore), Ildar Abdrazakov (basso), Coro e Orchestra del Teatro alla Scala di Milano, diretta da Riccardo Muti, in diretta dicembre 2004 (RAI-TV).
- Julia Kleiter (soprano), Saimir Pirgu (tenore), Ildar Abdrazakov (basso), Konzertvereinigung Wiener Staatsopernchor, Orchestra Filarmonica di Vienna, diretta da Riccardo Muti, dal vivo a Salisburgo nell'agosto 2012 (ORF).
- Adriana Gonzalez (soprano), Julien Behr (tenore), Andreas Wolf (basso), Le Concert Spirituel Chœur et Orchestre, diretta da Hervé Niquet, registrato nella Chapelle Royale of Château de Versailles nel giugno 2019 (Alpha Classics)